# بلاثيدو دومينغو

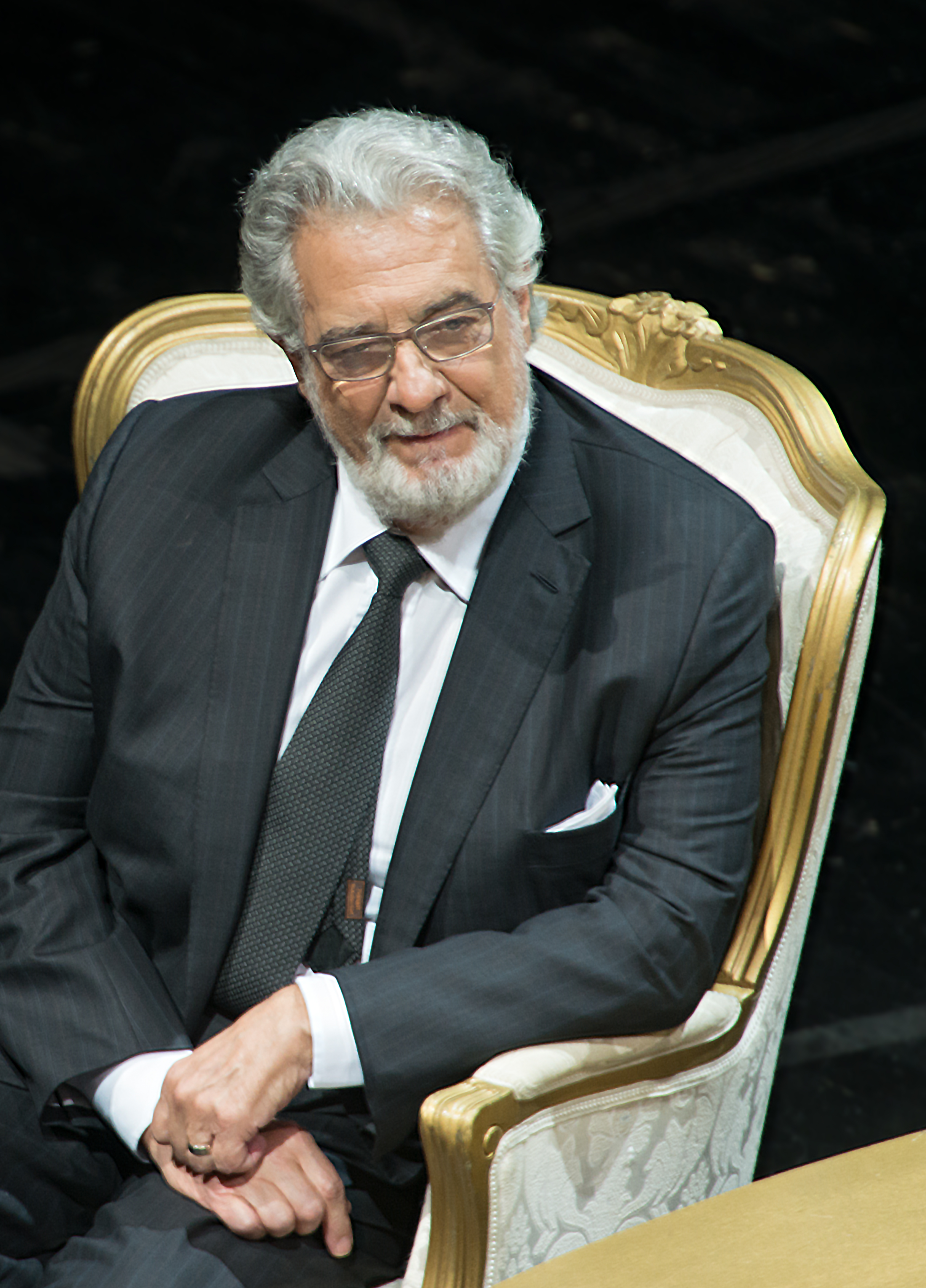
Placido Domingo 2014

بلاثيدو دومينغو (Plácido Domingo) (تلفظ بالإسبانية: ‎/ˈplaθiðo ðoˈmiŋɡo/‏؛ ولد في 21 من يناير 1941م)، واسمه الأصلي جوزي بلاثيدو دومينغو إيمبل (José Plácido Domingo Embil)، هو صاحب طبقة التينور ومايسترو إسباني يشتهر بصوته البارع القوي وامتلاكه لطبقة صوتية رنانة ودرامية في مداها. ففي سبتمبر 2012 قد غنى 140 دورًا مختلفًا، ومن المقرر ظهوره في دوْرين جديدين آخرين في عام 2013م.
كما أنه قام بأداء أحد التينور الثلاث (The Three Tenors) أثناء قيادة أوركسترا الأوبرا وأعمال الحفلات، بالإضافة إلى كونه المدير العام لأوبرا لوس أنجلوس بكاليفورنيا.

## وصلات خارجية
- بلاثيدو دومينغو على موقع IMDb (الإنجليزية)
- بلاثيدو دومينغو على موقع الموسوعة البريطانية (الإنجليزية)
- بلاثيدو دومينغو على موقع مونزينجر (الألمانية)
- بلاثيدو دومينغو على موقع ألو سيني (الفرنسية)
- بلاثيدو دومينغو على موقع ميوزك برينز (الإنجليزية)
- بلاثيدو دومينغو على موقع أول موفي (الإنجليزية)
- بلاثيدو دومينغو على موقع قاعدة بيانات الأفلام السويدية (السويدية)
- بلاثيدو دومينغو على موقع إن إن دي بي (الإنجليزية)
- بلاثيدو دومينغو على موقع أول ميوزيك (الإنجليزية)
- بلاثيدو دومينغو على موقع ديسكوغز (الإنجليزية)
- Official website
- Placido Domingo - My Greatest Roles نسخة محفوظة 10 يناير 2019 على موقع واي باك مشين. Collection of televised performances from the legendary Spanish tenor
- Plácido Domingo International Operalia Opera Singer Contest
- World Tour Homepage نسخة محفوظة 15 أكتوبر 2017 على موقع واي باك مشين.
- Discography on EMI Classics website
- Discography on DG Classics website نسخة محفوظة 10 فبراير 2012 على موقع واي باك مشين.
- Opera is expensive, singers are cheap, Plácido Domingo about too small Operas, Casting-Singers as Paul Potts and the humility before a great career (Interview by Nahuel Lopez in German, Frankfurter Allgemeine Sonntagszeitung, 17 March 2009)
- Interview with Domingo from The Guardian, 10 July 2005
- Biography at the Kennedy Center
- Guardian article detailing his switch to baritone.
- History of the Tenor - Sound Clips and Narration
- The Essential Plácido Domingo